# دكتور في القانون
دكتور في القانون (باللاتينية: Legum Doctor): هي درجة أكاديمية على مستوى الدكتوراه في القانون أو درجة فخرية، اعتمادًا على القضاء.